# Březina (ort i Tjeckien, Södra Mähren, lat 49,28, long 16,75)
Březina är en ort i Tjeckien.   Den ligger i regionen Södra Mähren, i den östra delen av landet, 190 km sydost om huvudstaden Prag. Březina ligger 439 meter över havet och antalet invånare är 595.
Terrängen runt Březina är kuperad åt sydväst, men åt nordost är den platt. Runt Březina är det ganska tätbefolkat, med 111 invånare per kvadratkilometer. Närmaste större samhälle är Brno, 14,0 km sydväst om Březina. I omgivningarna runt Březina växer i huvudsak blandskog.